# Кухвет
Кухвет ― страва української кухні, різновид киселю.

## Опис
Кисіль з бузинових ягід, варений з житнім борошном. Для підсолодження клали сухі або свіжі груші, мед або цукор. Кухвет (подібно до киселю), як правило подається останнім, згідно правил народного етикету. Назва страви за згадкою Бориса Грінченка була записана на території Вовчанського повіту Харківщини.

## Приготування
Ягоди бузини — 400 г, борошно житнє — 400 г, груші — 5-6 шт.
Ягоди бузини змішайте в горщику з житнім борошном, витримайте 3-4 години, потім залийте окропом, додайте подрібнені груші, варіть 1,5 години на плиті, а потім поставте в піч ще на 1,5 години. Подають кухвет із медом або цукром.